# Cosmas II Atticus
Cosmas II Atticos ou Atticus (en grec : Κοσμάς Β' ο Αττικός) est patriarche de Constantinople d'avril 1146 au 26 février 1147.

## Biographie
Cosmas était un diacre de Constantinople originaire de l'île d'Égine. Il est nommé patriarche après l'abdication de Michel II Courcouas.
Cosmas II est condamné et déposé après un patriarcat de 10 mois dès le 26 février 1147 par un synode réuni au palais des Blachernes, du fait de son indulgence jugée coupable envers le moine Niphon, condamné en 1144 comme bogomile et qu'il avait accueilli à sa table et logé.
Les motifs exacts de la condamnation et de la déposition de Cosmas II ne sont pas clairement établis ; peut-être a-t-il été la victime d'une intrigue politique. Le patriarcat reste ensuite vacant pendant dix mois.